# Dilophus conformis
Dilophus conformis är en tvåvingeart som beskrevs av Hardy 1968. Dilophus conformis ingår i släktet Dilophus och familjen hårmyggor. Inga underarter finns listade i Catalogue of Life.